# Olympische Sommerspiele 1936/Teilnehmer (Frankreich)
| Gelbes Symbol für Goldmedaillen mit stilisierten Olympischen Ringen | Graues Symbol für Silbermedaillen mit stilisierten Olympischen Ringen | Braundes Symbol für Bronzemedaillen mit stilisierten Olympischen Ringen |
| ------------------------------------------------------------------- | --------------------------------------------------------------------- | ----------------------------------------------------------------------- |
| 7                                                                   | 6                                                                     | 6                                                                       |

Frankreich nahm an den Olympischen Sommerspielen 1936 in Berlin mit einer Delegation von 201 Athleten teil, davon 190 Männer und 11 Frauen. Mit nur zwölf Jahren war Noël Vandernotte, der zwei Bronzemedaillen als Ruderer gewann, der jüngste Teilnehmer. Der Segler Pierre Arbaut war mit 60 Jahren der älteste Teilnehmer.
Mit sieben Goldmedaillen und je sechs Silber- beziehungsweise Bronzemedaillen belegte Frankreich zusammen mit Finnland den fünften Platz im Medaillenspiegel. Der Gewichtheber Louis Hostin stellte zudem einen olympischen Rekord auf, als er in der Gewichtsklasse Leichtschwergewicht insgesamt 372,50 kg stemmte.

## Besonderheiten
Nach der Machtübernahme der Nationalsozialisten protestierten vor allem die USA und Frankreich gegen die Austragung der Olympischen Spiele 1936 in Deutschland. Dies fußte vor allem auf dem sichtlichen Antisemitismus und der Einrichtung der ersten Konzentrationslager für politische Gegner. Nachdem sich jedoch die Amateur Athletic Union in den Vereinigten Staaten in einer knappen Abstimmung für die Spiele aussprach, wurden die Boykottbestrebungen auch in den anderen Ländern, darunter eben auch Frankreich, fallen gelassen. Tatsächlich subventionierte die französische Regierung unter dem jüdischen Premierminister Léon Blum die Teilnahme von Frankreich.
Umso mehr schockierte Frankreich bei der Eröffnungsfeier: Zusammen mit den Mannschaften aus Bulgarien, Italien und Österreich entscheidet sich die französische Delegation für ein Zeigen des Hitlergrußes und erhielt dafür von den Rängen tosenden Beifall. Dies sorgte für internationalen Protest, woraufhin die Sportfunktionäre Frankreichs sich herausredeten, indem sie behaupteten, ihre Sportler hätten den olympischen Gruß gezeigt, der genauso aussah. Die Geste wurde später auch von Leni Riefenstahl für ihren Film Olympia verwendet.

## Medaillengewinner

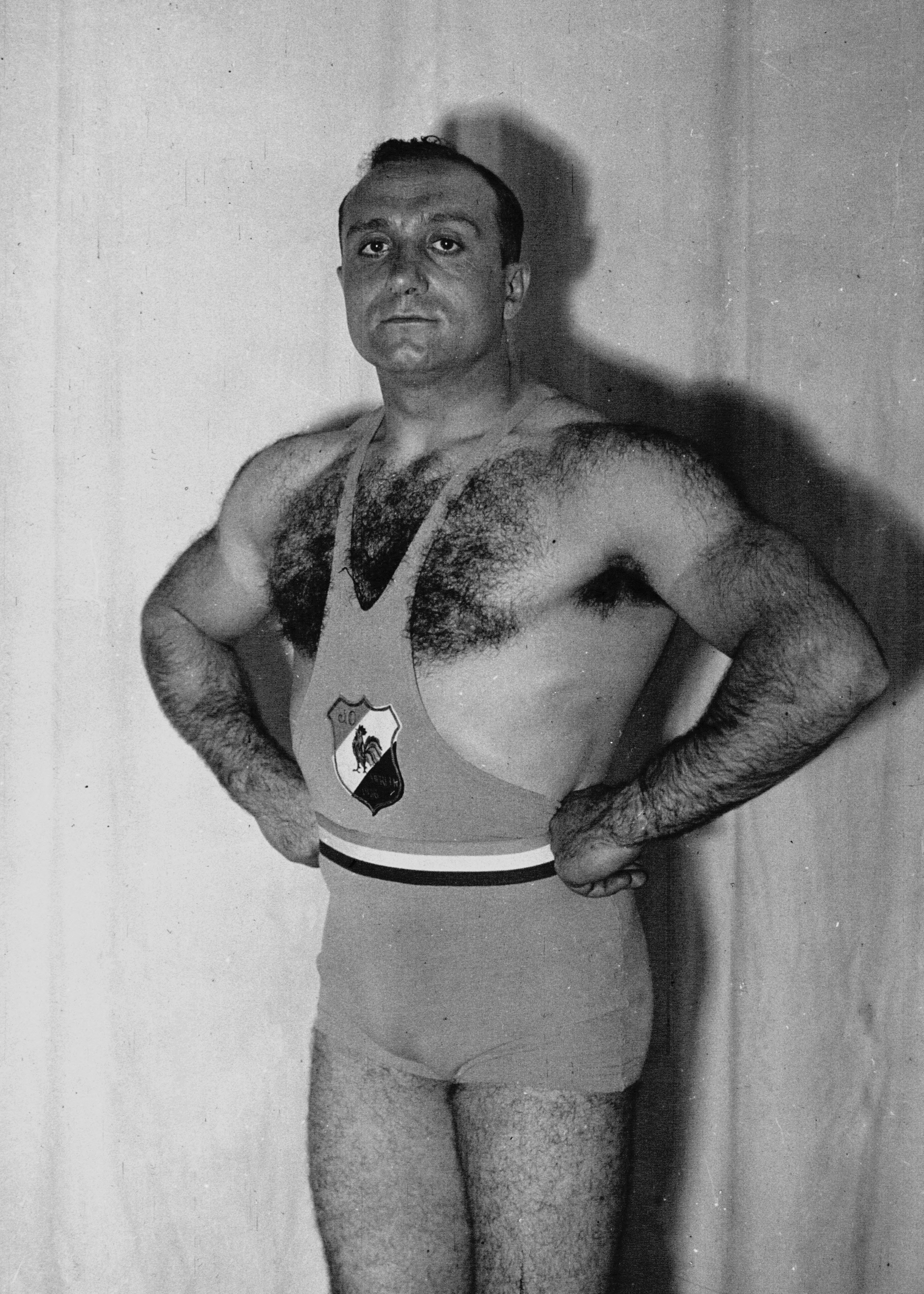
Louis Hostin, Goldmedaillengewinner im Gewichtheben

### Gold
- Jean Despeaux – Boxen, Mittelgewicht
- Roger Michelot – Boxing, Leichtgewicht
- Robert Charpentier, Jean Goujon, Guy Lapébie und Roger-Jean Le Nizerhy – Radfahren, 4000 m Mannschaftsverfolgung
- Robert Charpentier – Radfahren, Straßenrennen Einzelwertung
- Robert Charpentier, Robert Dorgebray, Jean Goujon und Guy Lapébie – Radfahren, Straßenrennen, Mannschaftsverfolgung
- Louis Hostin – Gewichtheben, Leichtgewicht
- Émile Poilvé – Ringen, Freistil Mittelgewicht

### Silver
- Henri Eberhardt – Kanu, Einer-Kajak (Faltboot) 10.000 m
- Pierre Georget – Cycling, 1000 m Zeitfahren
- Guy Lapébie – Cycling, Straßenrennen Einzelwertung
- Gérard de Balorre, Daniel Gillois und André Jousseaume – Reiten, Dressur Mannschaft
- Édward Gardère – Fechten, Florett Einzel
- René Bondoux, René Bougnol, Jaques Coutrot, André Gardère, Edward Gardère und René Lemoine – Fechten, Florett Mannschaft

### Bronze
- Louis Chaillot – Radsport, Sprint

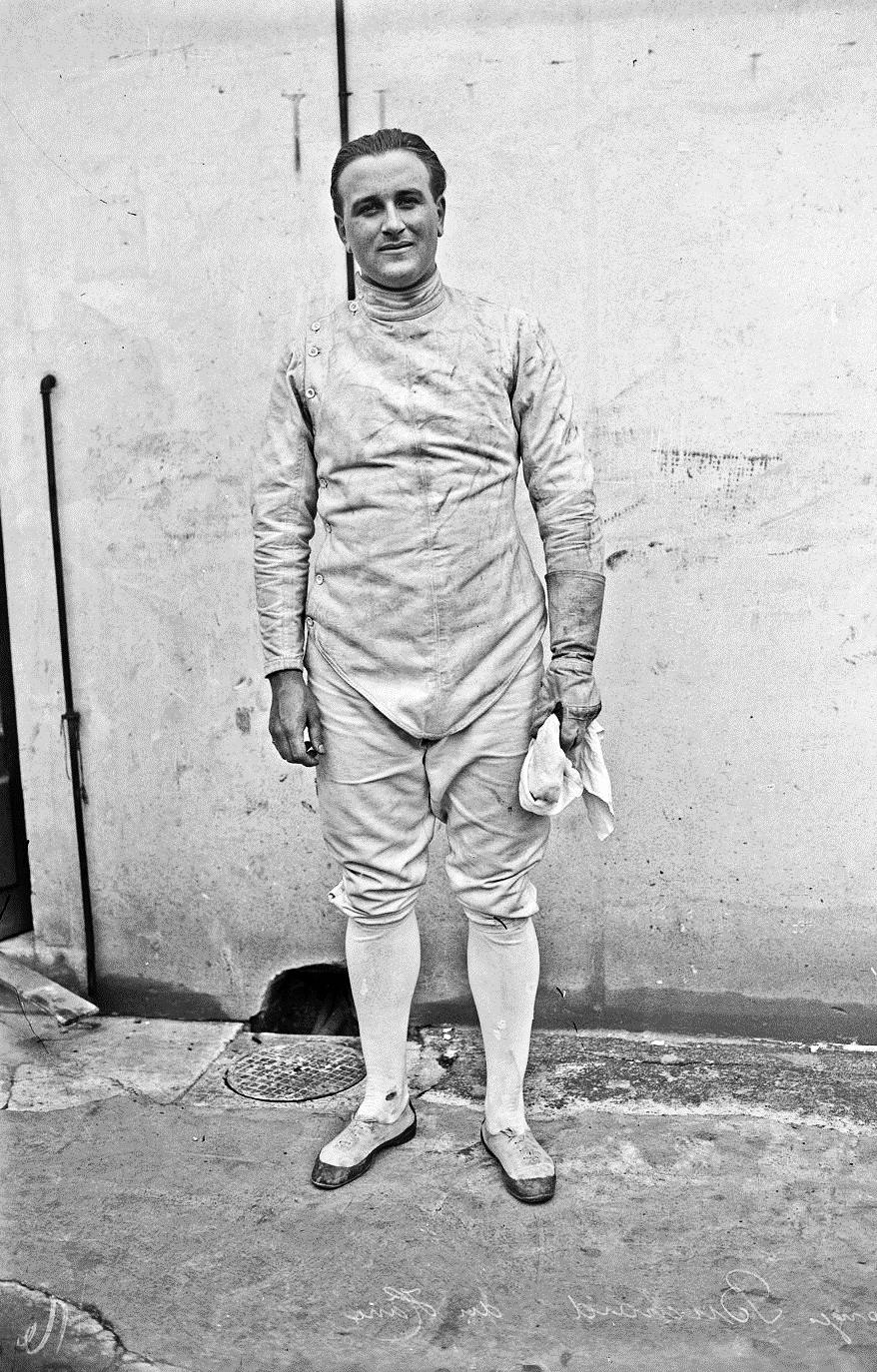
Georges Buchard (1922), Bronzemedaillengewinner

- Pierre Georget und Georges Maton – Radsport, Tandem
- Georges Buchard, Philippe Cattiau, Henri Dulieux, Michel Pécheux, Bernard Schmetz und Paul Wormser – Fechten, Degen Mannschaft
- Marceau Fourcade, Georges Tapie und Noël Vandernotte – Rudern, Zweier mit Steuermann
- Marcel Chauvigné, Jean Cosmat, Fernand Vandernotte, Marcel Vandernotte, und Noël Vandernotte –Rudern, Vierer mit Steuermann
- Charles des Jamonières – Schießen, Scheibenpistole

## Teilnehmerliste

### Basketball
| Spieler | Disziplin | Platz |
| --- | --------- | ----- |
| Pierre Boël, Pierre Caque, Georges Carrier, Robert Cohu, Jean Couturier, Jacques Flouret, Edmond Leclere, Étienne Onimus, Fernand Prud'homme, Étienne Roland, Lucien Thèze | Männer    | 19.   |

### Boxen
| Athlet           | Gewicht | Platz |
| ---------------- | ------- | ----- |
| Gaston Fayaud    | 50,8 kg | 16.   |
| Pierre Bonnet    | 53,5 kg | 17.   |
| François Aupetit | 61,2 kg | 17.   |
| Roger Tritz      | 66,7 kg | 4.    |
| Jean Despeaux    | 72,6 kg | Gold  |
| Roger Michelot   | 79,4 kg | Gold  |

### Fechten
Männer
| Athlet           | Disziplin          | Platz         |
| ---------------- | ------------------ | ------------- |
| Roger Barisien   | Säbel Mannschaft   | 5.            |
| René Bondoux     | Florett Mannschaft | Silber        |
| René Bougnol     | Florett Mannschaft | Silber        |
| Georges Buchard  | Degen Mannschaft   | Bronze        |
| Philippe Cattiau | Degen Mannschaft   | Bronze        |
| Jacques Coutrot  | Florett Mannschaft | Silber        |
| Henri Dulieux    | Degen Einzel       | ausgeschieden |
| Henri Dulieux    | Degen Mannschaft   | Bronze        |
| Marcel Faure     | Säbel Einzel       | ausgeschieden |
| Marcel Faure     | Säbel Mannschaft   | 5.            |
| André Gardère    | Florett Einzel     | 7.            |
| André Gardère    | Florett Mannschaft | Silber        |
| André Gardère    | Säbel Mannschaft   | 5.            |
| Édward Gardère   | Florett Einzel     | Silber        |
| Édward Gardère   | Florett Mannschaft | Silber        |
| Édward Gardère   | Säbel Einzel       | ausgeschieden |
| Édward Gardère   | Säbel Mannschaft   | 5.            |
| René Lemoine     | Florett Einzel     | ausgeschieden |
| René Lemoine     | Florett Mannschaft | Silber        |
| Michel Pécheux   | Degen Einzel       | ausgeschieden |
| Michel Pécheux   | Degen Mannschaft   | Bronze        |
| Jean Piot        | Säbel Einzel       | ausgeschieden |
| Jean Piot        | Säbel Mannschaft   | 5.            |
| Bernard Schmetz  | Degen Mannschaft   | Bronze        |
| Paul Wormser     | Degen Mannschaft   | Bronze        |

Frauen
| Athlet            | Disziplin      | Platz         |
| ----------------- | -------------- | ------------- |
| Andrée Boisson    | Florett Einzel | ausgeschieden |
| Marguerite Reuche | Florett Einzel | ausgeschieden |
| Agathe Turgis     | Florett Einzel | ausgeschieden |

### Gewichtheben
| Athlet          | Gewichtsklasse | Ergebnis       | Platz |
| --------------- | -------------- | -------------- | ----- |
| Marcel Baril    | 60 kg          | 275,0 kg       | 10.   |
| Antoine Verdu   | 60 kg          | 275,0 kg       | 11.   |
| René Duverge    | 67,5 kg        | 317,5 kg       | 7.    |
| Pierre Alleene  | 75 kg          | 330,0 kg       | 8.    |
| Régis Lepreux   | 75 kg          | 315,0          | 11.   |
| Louis Hostin    | 82,5           | 372,50 kg (OR) | Gold  |
| Gaston le Pût   | 82,5           | 312,5 kg       | 11.   |
| Marcel Dumoulin | über 82,5      | 327,5          | 10.   |

### Hockey
| Spieler | Disziplin | Platz |
| --- | --------- | ----- |
| Guy Chevalier, Emmanuel Gonat, Joseph Goubert, Claude Gravereaux, Félix Grimonprez, Ettienne Guibel, Guy Hénon, Charles Imbault, Paul Imbault, Marcel Lachmann, Claude Roques, Jean Rouget, Paul Sartorius, Claude Soulé, Raymond Tixier, François Verger, Michel Verkindère, Anatole Vologe | Männer    | 4.    |

### Kanu
| Athlet          | Disziplin                       | Platz         |
| --------------- | ------------------------------- | ------------- |
| Henri Eberhardt | Einer-Kajak 1000 m              | 6.            |
| Henri Eberhardt | Einer-Kajak (Faltboot) 10.000 m | Silber        |
| René Lacelle    | Zweier-Kajak 1000 m             | ausgeschieden |
| Jules Mackowiak | Einer-Kajak 10.000 m            | 13.           |
| Jules Mackowiak | Zweier-Kajak 1000 m             | ausgeschieden |

### Leichtathletik

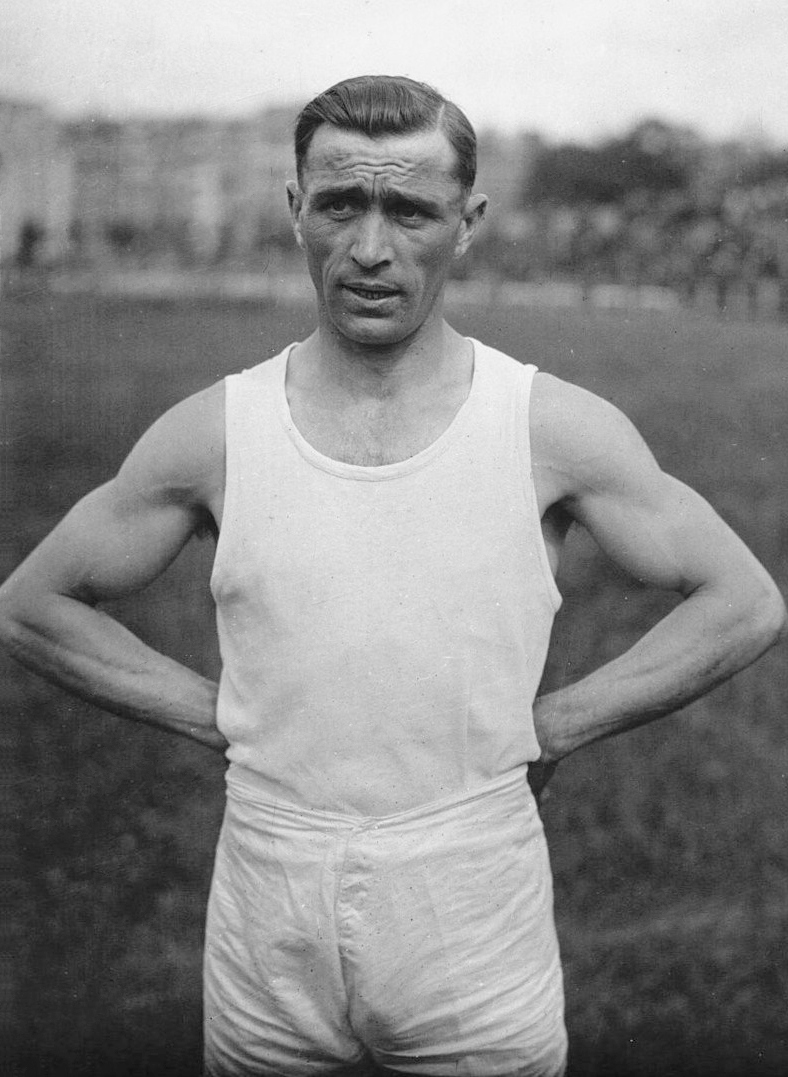
Pierre Ramadier, 1931

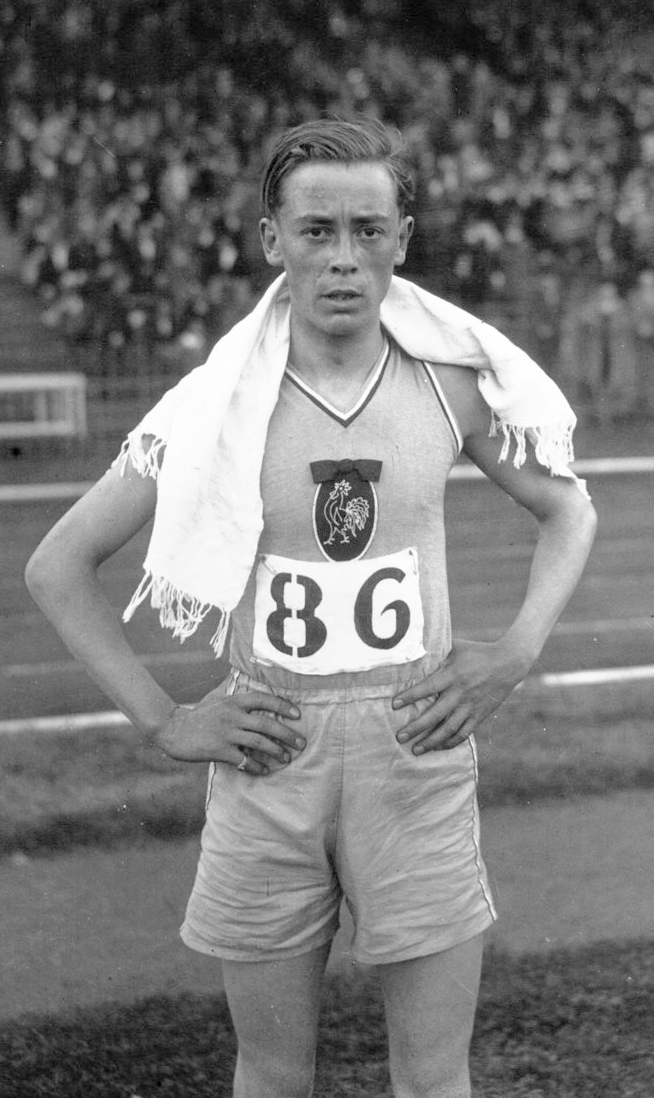
Roger Rochard

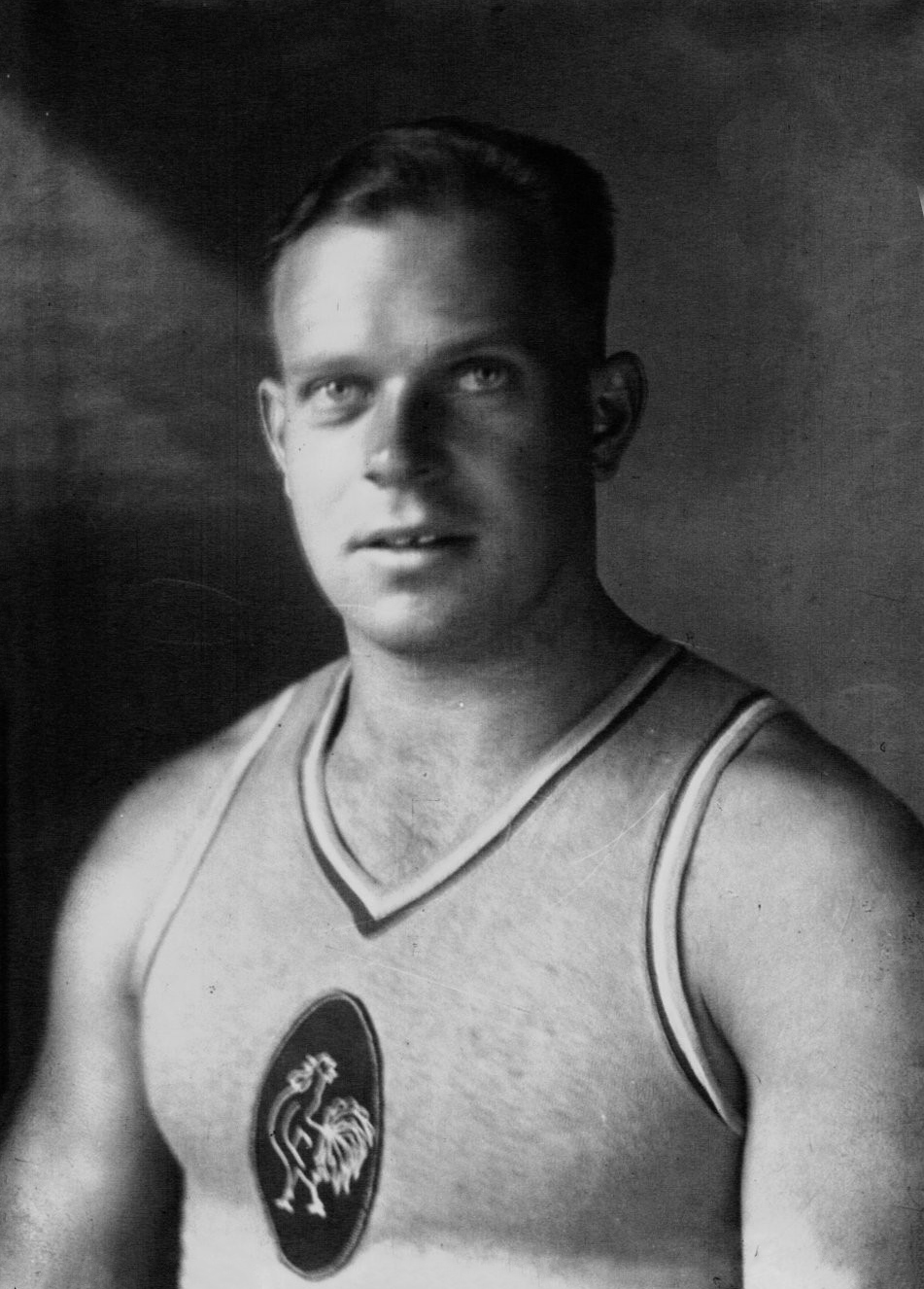
Paul Winter

Männer
| Athlet              | Disziplin         | Wertung     | Platz                          |
| ------------------- | ----------------- | ----------- | ------------------------------ |
| Raymond Boisset     | 400 m             | 49,5 s      | im Vorlauf ausgeschieden       |
| Raymond Boisset     | 4 × 400 m Staffel | 3:15,2 min  | im Vorlauf ausgeschieden       |
| Paul Bronner        | 100 m             | 11,1 s      | im Vorlauf ausgeschieden       |
| Paul Bronner        | 200 m             | 22,6        | im Vorlauf ausgeschieden       |
| Paul Bronner        | 4 × 100 m Staffel | 42,6 s      | im Vorlauf ausgeschieden       |
| Maurice Carlton     | 100 m             | k. A.       | im Vorlauf ausgeschieden       |
| Maurice Carlton     | 4 × 100 m Staffel | 42,6 s      | im Vorlauf ausgeschieden       |
| Adrien Courtois     | 50 km Gehen       | 4:49:07,0 h | 13.                            |
| André Crépin        | Stabhochsprung    | 3,40 m      | 25.                            |
| Roger Cuzol         | 3000 m Hindernis  | k. A.       | im Vorlauf ausgeschieden       |
| René Desroches      | 3000 m Hindernis  | k. A.       | im Vorlauf ausgeschieden       |
| Pierre Dondelinger  | 200 m             | k. A.       | im Vorlauf ausgeschieden       |
| Pierre Dondelinger  | 4 × 100 m Staffel | 42,6 s      | im Vorlauf ausgeschieden       |
| Émile Duval         | Marathon          | 2:48:39,8 h | 16.                            |
| Louis Gaillard      | 400 m Hürden      | 56,4 s      | im Vorlauf ausgeschieden       |
| André Glatigny      | 1500 m            | 3:59,6      | im Vorlauf ausgeschieden       |
| Robert Goix         | 1500 m            | 3:53,8 min  | 8.                             |
| Georges Guillez     | 4 × 400 m Staffel | 3:15,2 min  | im Vorlauf ausgeschieden       |
| Claude Heim         | Weitsprung        | 7,10        | nicht qualifiziert             |
| Georges Henry       | 400 m             | 49,2 s      | im Viertelfinale ausgeschieden |
| Georges Henry       | 4 × 400 m Staffel | 3:15,2 min  | im Vorlauf ausgeschieden       |
| Prudent Joye        | 400 m Hürden      | 54,1 s      | im Vorlauf ausgeschieden       |
| Prudent Joye        | 4 × 400 m Staffel | 3:15,2 min  | im Vorlauf ausgeschieden       |
| Nouba Khaled        | Marathon          | 2:45:34,0   | 12.                            |
| Étienne Laisné      | 50 km Gehen       | 4:41:40,0 h | 8.                             |
| René Lécuron        | 5000 m            | 15:14,2 min | im Vorlauf ausgeschieden       |
| Raymond Lefebvre    | 5000 m            | 15:15,4 min | im Vorlauf ausgeschieden       |
| Fernard Le Heurteur | Marathon          | 3:01:11,0 h | 31.                            |
| Pierre Leichtnam    | 1500 m            | 4:01,0 min  | im Vorlauf ausgeschieden       |
| André Lonlas        | 10.000 m          | 32:58,0 min | 20.                            |
| Jules Noël          | Kugelstoßen       | k. A.       | nicht qualifiziert             |
| Jules Noël          | Diskuswurf        | 44,56 m     | im Vorkampf ausgeschieden      |
| Robert Paul         | 100 m             | k. A.       | im Vorlauf ausgeschieden       |
| Robert Paul         | 4 × 100 m Staffel | 42,6 s      | im Vorlauf ausgeschieden       |
| Robert Paul         | Weitsprung        | 7,34        | 8.                             |
| Raymond Petit       | 800 m             | 1:55,7      | im Halbfinale ausgeschieden    |
| André Prébolin      | Weitsprung        | 7,07 m      | nicht qualifiziert             |
| Pierre Ramadier     | Stabhochsprung    | 3,80 m      | 17.                            |
| Roger Rérolle       | 3000 m Hindernis  | 9:40,8 min  | 11.                            |
| Roger Rochard       | 5000 m            | 15:12,2 min | im Vorlauf ausgeschieden       |
| André Sicard        | 10.000 m          | 32:25,0     | 19.                            |
| René Soulier        | 800 m             | 1:56,8 min  | im Halbfinale ausgeschieden    |
| Pierre Skawinski    | 400 m             | 52 s        | im Halbfinale ausgeschieden    |
| Lucien Tostain      | 10.000 m          | 32:24,2     | 18.                            |
| Paul Winter         | Diskuswurf        | k. A.       | nicht qualifiziert             |
| Joseph Wirtz        | Hammerwurf        | 45,69       | 16.                            |

Frauen
| Athlet             | Disziplin   | Wertung | Platz                    |
| ------------------ | ----------- | ------- | ------------------------ |
| Yvonne Mabille     | 100 m       | k. A.   | im Vorlauf ausgeschieden |
| Yvonne Mabille     | 80 m Hürden | k. A.   | im Vorlauf ausgeschieden |
| Marguerite Nicolas | Hochsprung  | 1,58 m  | 4.                       |
| Marguerite Perrou  | 100 m       | k. A.   | im Vorlauf ausgeschieden |
| Lucienne Velu      | Diskuswurf  | 33,95 m | 14.                      |

### Moderner Fünfkampf
| Teilnehmer      | Punkte | Rang |
| --------------- | ------ | ---- |
| Béchir Bouazzat | 117,5  | 27.  |
| André Chrétien  | 111,0  | 24.  |
| Paul Lavanga    | 167,5  | 38.  |

### Radsport
| Athlet             | Disziplin                          | Platz  |
| ------------------ | ---------------------------------- | ------ |
| Louis Chaillot     | Sprint                             | Bronze |
| Robert Charpentier | 1000 m Zeitfahren                  | 14.    |
| Robert Charpentier | 4000 m Mannschaftsverfolgung       | Gold   |
| Robert Charpentier | Straßenrennen – Einzelwertung      | Gold   |
| Robert Charpentier | Straßenrennen – Mannschaftswertung | Gold   |
| Robert Dorgebray   | Straßenrennen – Einzelwertung      | 4.     |
| Robert Dorgebray   | Straßenrennen – Mannschaftswertung | Gold   |
| Pierre Georget     | 1000 m Zeitfahren                  | Silber |
| Pierre Georget     | Tandem                             | Bronze |
| Jean Goujon        | 4000 m Mannschaftsverfolgung       | Gold   |
| Jean Goujon        | Straßenrennen – Einzelwertung      | 16.    |
| Jean Goujon        | Straßenrennen – Mannschaftswertung | Gold   |
| Guy Lapébie        | 4000 m Mannschaftsverfolgung       | Gold   |
| Guy Lapébie        | Straßenrennen – Einzelwertung      | Silber |
| Guy Lapébie        | Straßenrennen – Mannschaftswertung | Gold   |
| Roger Le Nizerhy   | 4000 m Mannschaftsverfolgung       | Gold   |
| Georges Maton      | Tandem                             | Bronze |

### Ringen

#### Griechisch-römisches Ringen
| Athlet         | Gewicht | Platz |
| -------------- | ------- | ----- |
| Georges Bayle  | 56 kg   | 2:6   |
| Eugéne Kracher | 61 kg   | 3:7   |
| Maxime Lubat   | 72 kg   | 2:7   |
| Jean Houdrey   | 87 kg   | 2:6   |

#### Freistil
| Athlet           | Gewicht    | Platz |
| ---------------- | ---------- | ----- |
| Jean Chasson     | 66 kg      | 2:6   |
| Charles Delporte | 66 kg      | 4.    |
| Jean Jourlin     | 72 kg      | 4.    |
| Émile Poilvé     | 79 kg      | Gold  |
| Robert Herland   | über 87 kg | 5.    |

### Rudern
| Athlet              | Disziplin              | Platz         |
| ------------------- | ---------------------- | ------------- |
| Henri Barnos        | Einer                  | ausgeschieden |
| Bernard Batillat    | Achter                 | ausgeschieden |
| Camille Becanne     | Achter                 | ausgeschieden |
| Alphonse Bouton     | Achter                 | ausgeschieden |
| Marcel Charletoux   | Achter                 | ausgeschieden |
| Marcel Chauvigné    | Vierer mit Steuermann  | Bronze        |
| Jean Cosmat         | Vierer mit Steuermann  | Bronze        |
| Jean Cottez         | Achter                 | ausgeschieden |
| Louis Devillié      | Achter                 | ausgeschieden |
| Marcel Fourcade     | Zweier mit Steuermann  | Bronze        |
| André Giriat        | Zweier ohne Steuermann | 4.            |
| Robert Jacquet      | Zweier ohne Steuermann | 4.            |
| Émile Lecuirot      | Achter                 | ausgeschieden |
| Claude Lowenstein   | Achter                 | ausgeschieden |
| Henri Souharce      | Achter                 | ausgeschieden |
| Georges Tapie       | Zweier mit Steuermann  | Bronze        |
| Fernand Vandernotte | Vierer mit Steuermann  | Bronze        |
| Marcel Vandernotte  | Vierer mit Steuermann  | Bronze        |
| Noël Vandernotte    | Zweier mit Steuermann  | Bronze        |
| Noël Vandernotte    | Vierer mit Steuermann  | Bronze        |

### Schießen
| Name                   | Disziplin                  | Punkte | Rang          |
| ---------------------- | -------------------------- | ------ | ------------- |
| Marcel Bonin           | Schnellfeuerpistole        | 538    | 4.            |
| Raymond Durand         | Kleinkaliber liegend, 50 m | 293    | 15.           |
| Marcel Fitoussi        | Kleinkaliber liegend, 50 m | 293    | 15.           |
| Charles des Jamonières | Scheibenpistole            | 540    | Bronze        |
| René Koch              | Scheibenpistole            | 519    | 20.           |
| Édouard Lambert        | Schnellfeuerpistole        | −      | ausgeschieden |
| Jacques Mazoyer        | Kleinkaliber liegend, 50 m | 296    | 6.            |
| Élie Monnier           | Schnellfeuerpistole        | −      | ausgeschieden |

### Segeln
| Athlet                                                                                       | Disziplin  | Platz |
| -------------------------------------------------------------------------------------------- | ---------- | ----- |
| Jacques Lebrun                                                                               | O-Jolle    | 6.    |
| Jean-Jacques Herbulot Pierre de Montaut                                                      | Star       | 7.    |
| Claude Desouches Gérard de Piolenc Jacques Rambaud Jean Peytel Yves Baudrier                 | 6-m-Klasse | 10.   |
| Charlkes Gaulthier Ernest Granier Henri Bachet Rémi Schelcher Pierre Arbaut Pierre Gaudermen | 8-m-Klasse | 9.    |

### Schwimmen

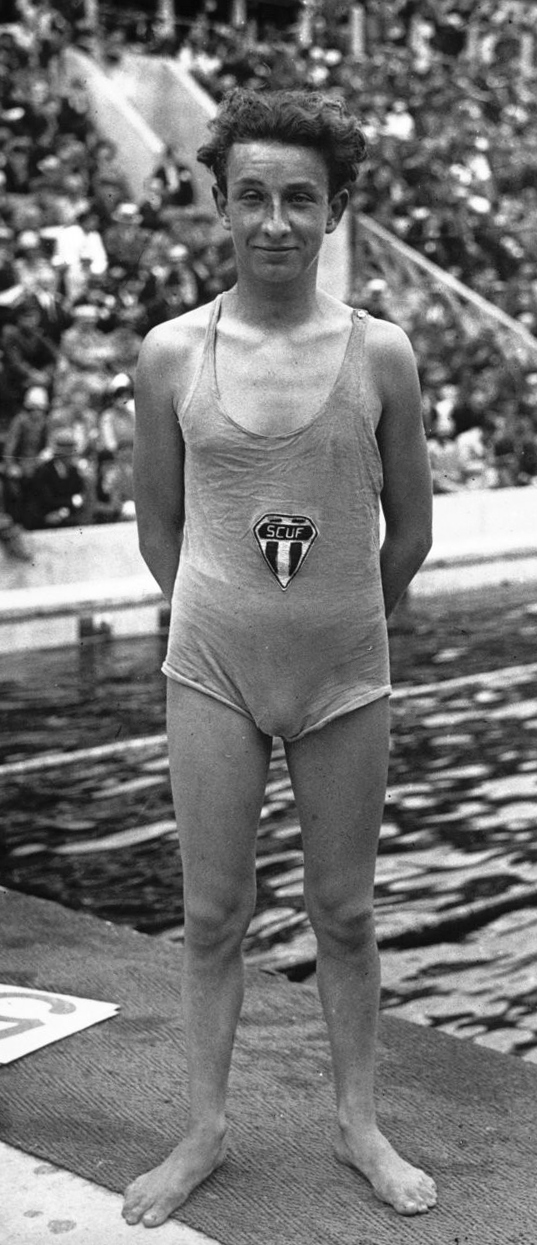
Jean Taris

Männer
| Athlet            | Disziplin           | Rang          |
| ----------------- | ------------------- | ------------- |
| René Cavalero     | 100 Meter Freistil  | ausgeschieden |
| René Cavalero     | 4 × 200 m Freistil  | ausgeschieden |
| Claude Desusclade | 100 Meter Freistil  | ausgeschieden |
| Alfred Nakache    | 4 × 200 m Freistil  | ausgeschieden |
| Christian Talli   | 1500 Meter Freistil | ausgeschieden |
| Christian Talli   | 4 × 200 m Freistil  | ausgeschieden |
| Jean Taris        | 400 Meter Freistil  | 6.            |
| Jean Taris        | 4 × 200 m Freistil  | ausgeschieden |

Frauen
| Athlet            | Disziplin          | Rang          |
| ----------------- | ------------------ | ------------- |
| René Blondeau     | 100 Meter Freistil | ausgeschieden |
| Thérése Bloneau   | 100 Meter Rücken   | ausgeschieden |
| Louisette Fleuret | 400 Meter Freistil | ausgeschieden |

### Turnen
| Athlet             | Disziplin          | Wertung | Platz |
| ------------------ | ------------------ | ------- | ----- |
| Jean Aubry         | Einzelmehrkampf    | 86,434  | 86.   |
| Jean Aubry         | Mannschaftswertung | 580,266 | 8.    |
| Jean Aubry         | Bodenturnen        | 15,567  | 71.   |
| Jean Aubry         | Pferdsprung        | 14,067  | 91.   |
| Jean Aubry         | Barren             | 13,900  | 84    |
| Jean Aubry         | Reck               | 13,700  | 88.   |
| Jean Aubry         | Ringe              | 15,900  | 64.   |
| Jean Aubry         | Seitpferd          | 13,300  | 83.   |
| Robert Herold      | Einzelmehrkampf    | 96,168  | 55.   |
| Robert Herold      | Mannschaftswertung | 580,266 | 8.    |
| Robert Herold      | Bodenturnen        | 15,867  | 66.   |
| Robert Herold      | Pferdsprung        | 15,534  | 68.   |
| Robert Herold      | Barren             | 16,600  | 48.   |
| Robert Herold      | Reck               | 16,367  | 55.   |
| Robert Herold      | Ringe              | 15,400  | 68.   |
| Robert Herold      | Seitpferd          | 16,400  | 52.   |
| Paul Masino        | Einzelmehrkampf    | 93,567  | 70.   |
| Paul Masino        | Mannschaftswertung | 580,266 | 8.    |
| Paul Masino        | Bodenturnen        | 16,033  | 62.   |
| Paul Masino        | Pferdsprung        | 15,933  | 60.   |
| Paul Masino        | Barren             | 14,134  | 72.   |
| Paul Masino        | Reck               | 16,100  | 62.   |
| Paul Masino        | Ringe              | 17,933  | 15.   |
| Paul Masino        | Seitpferd          | 12,434  | 90.   |
| Lucien Masset      | Einzelmehrkampf    | 97,233  | 53.   |
| Lucien Masset      | Mannschaftswertung | 580,266 | 8.    |
| Lucien Masset      | Bodenturnen        | 17,500  | 21.   |
| Lucien Masset      | Pferdsprung        | 15,800  | 63.   |
| Lucien Masset      | Barren             | 16,167  | 54    |
| Lucien Masset      | Reck               | 15,600  | 72.   |
| Lucien Masset      | Ringe              | 16,566  | 47.   |
| Lucien Masset      | Seitpferd          | 15,600  | 62.   |
| Maurice Rosseau    | Einzelmehrkampf    | 94,666  | 62.   |
| Maurice Rosseau    | Mannschaftswertung | 580,266 | 8.    |
| Maurice Rosseau    | Bodenturnen        | 14,233  | 92.   |
| Maurice Rosseau    | Pferdsprung        | 15,200  | 74.   |
| Maurice Rosseau    | Barren             | 16,167  | 54.   |
| Maurice Rosseau    | Reck               | 14,933  | 83.   |
| Maurice Rosseau    | Ringe              | 17,166  | 32.   |
| Maurice Rosseau    | Seitpferd          | 16,967  | 45.   |
| Antoine Schildwein | Einzelmehrkampf    | 95,633  | 59.   |
| Antoine Schildwein | Mannschaftswertung | 580,266 | 8.    |
| Antoine Schildwein | Bodenturnen        | 14,900  | 81.   |
| Antoine Schildwein | Pferdsprung        | 16,267  | 55.   |
| Antoine Schildwein | Barren             | 15,933  | 58.   |
| Antoine Schildwein | Reck               | 16,266  | 57.   |
| Antoine Schildwein | Ringe              | 17,700  | 19.   |
| Antoine Schildwein | Seitpferd          | 14,567  | 73.   |
| Armand Solbach     | Einzelmehrkampf    | 97,633  | 52.   |
| Armand Solbach     | Mannschaftswertung | 580,266 | 8.    |
| Armand Solbach     | Bodenturnen        | 16,133  | 60.   |
| Armand Solbach     | Pferdsprung        | 14,800  | 81.   |
| Armand Solbach     | Barren             | 16,133  | 56.   |
| Armand Solbach     | Reck               | 17,034  | 44.   |
| Armand Solbach     | Ringe              | 16,533  | 48.   |
| Armand Solbach     | Seitpferd          | 17,000  | 44.   |
| Armand Walter      | Einzelmehrkampf    | 98,933  | 49.   |
| Armand Walter      | Mannschaftswertung | 580,266 | 8.    |
| Armand Walter      | Bodenturnen        | 16,100  | 61.   |
| Armand Walter      | Pferdsprung        | 16,677  | 45.   |
| Armand Walter      | Barren             | 15,733  | 45.   |
| Armand Walter      | Reck               | 17,900  | 31.   |
| Armand Walter      | Ringe              | 16,223  | 54.   |
| Armand Walter      | Seitpferd          | 16,300  | 54.   |

### Wasserball
| Spieler | Disziplin | Platz |
| --- | --------- | ----- |
| Georges Delporte, Paul Lambert, Maurice Lefèbvre, Henri Padou senior, Roger van de Casteele, André Busch, René Joder | Männer    | 4.    |

### Wasserspringen
Männer
| Athlet         | Disziplin     | Wertung | Platz |
| -------------- | ------------- | ------- | ----- |
| Roger Heinkelé | Kunstspringen | 117,72  | 12.   |

Frauen
| Athlet                 | Disziplin     | Wertung | Platz |
| ---------------------- | ------------- | ------- | ----- |
| Cecile Lesprit-Poirier | Kunstspringen | 58,86   | 16.   |
| Cecile Lesprit-Poirier | Turmspringen  | 25,56   | 20.   |